# Taubenheim (Adelsgeschlecht)

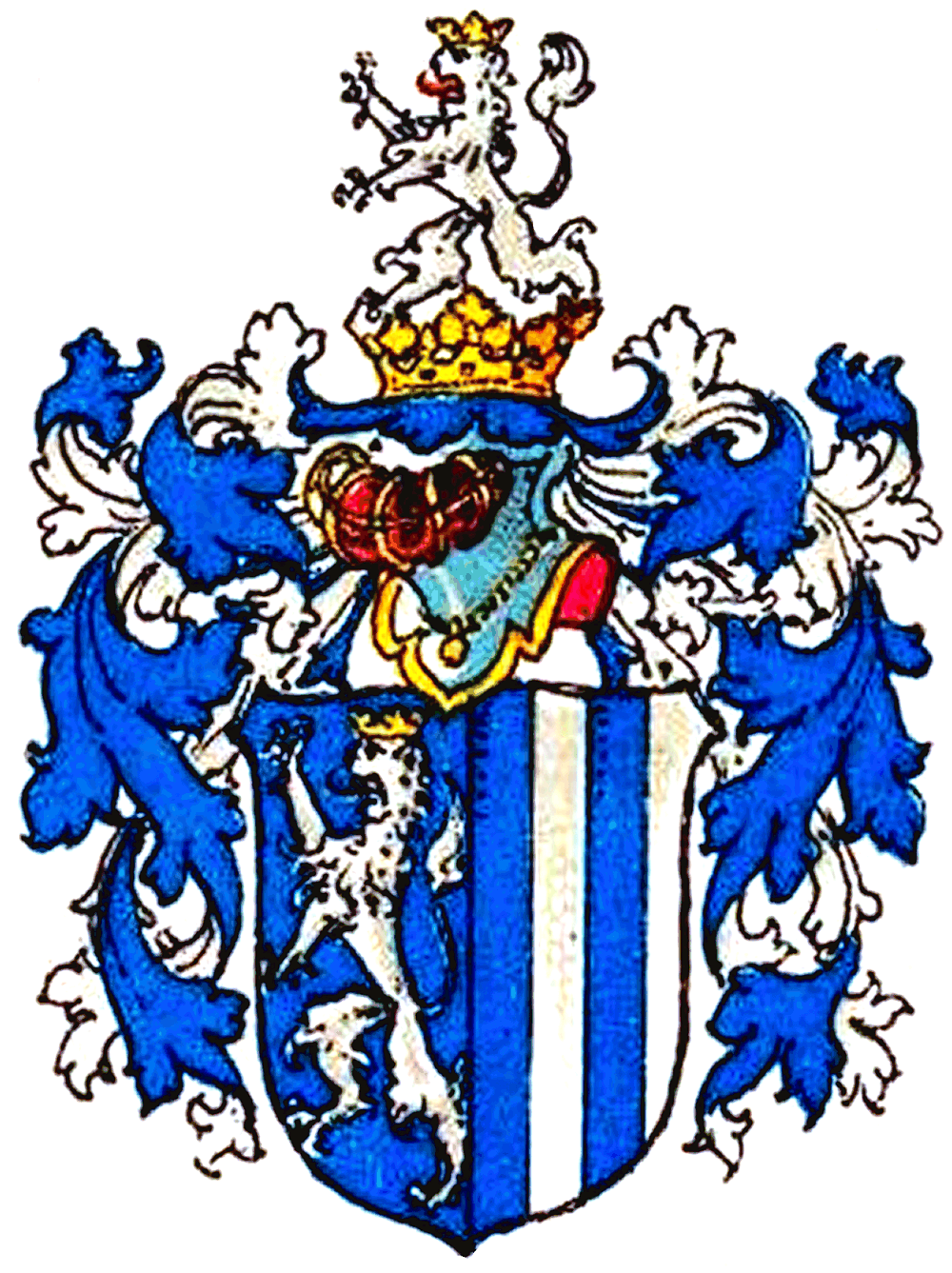
Wappen derer von Taubenheim

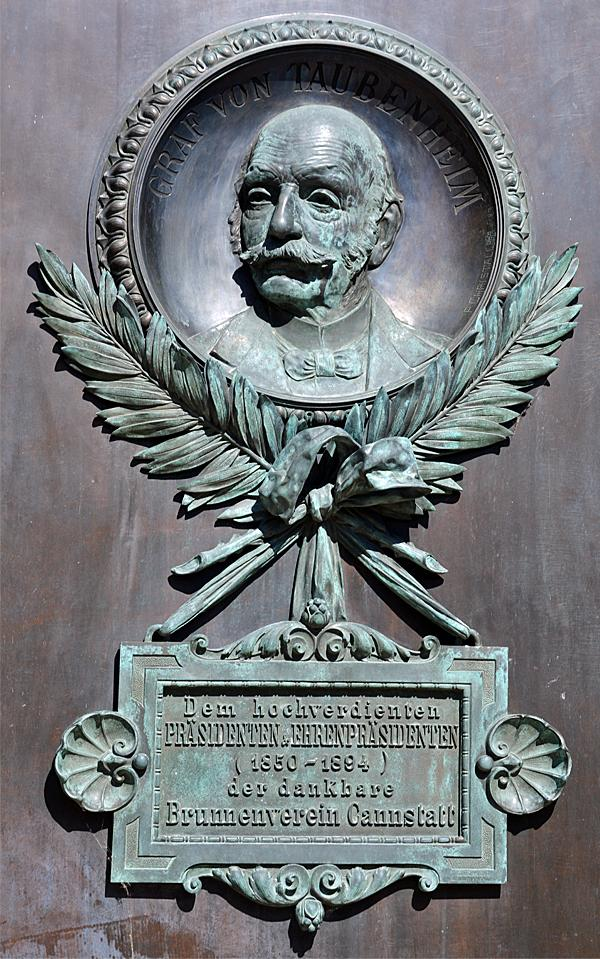
Wilhelm Graf von Taubenheim. Mit ihm erlosch das Geschlecht der Taubenheim.

Die von Taubenheim waren ein uradliges, später freiherrliches und seit 1859 gräfliches Geschlecht mit gleichnamigen Stammhause Taubenheim bei Meißen.

## Geschichte
Urkundlich wurde das Geschlecht erstmals 1186 mit Adalbert von Taubenheim und 1269 mit Heinricus de Tubenheim genannt. Hugo von Taubenheim kaufte am 4. Oktober 1440 von den von Bünau das Schloss Bedra. Im Jahre 1501 bestellte Georg von Sachsen den Christoph von Taubenheim, seinen Rat und lieben getreuen, zu Bedereli als Amtshauptmann von Freyburg. Zum Familienbesitz gehörten ab 1506 die beiden Dörfer Braunsdorf und Schortau, später Benndorf sowie Ebersroda, Eulau, Löbitz, Lunstedt, Möckerling, Nebra, Plotha, Schalkendorf und Tautenhain. In der Fruchtbringenden Gesellschaft war Georg Moritz von Taubenheim: Der Hitzende. Am 4. Januar 1894 erlosch das Geschlecht mit dem Tod des Kammerherrn, Oberhofratspräsidenten und Oberst-Stallmeisters Wilhelm Graf von Taubenheim in männlicher Linie.
Auch in Preußen konnte sich die Familie, Nachfahren des Söldnerführers Nikolaus von Taubenheim (1482) vielfach ausbreiten. Erlosch aber bereits in der 2. Hälfte des 18. Jahrhunderts.

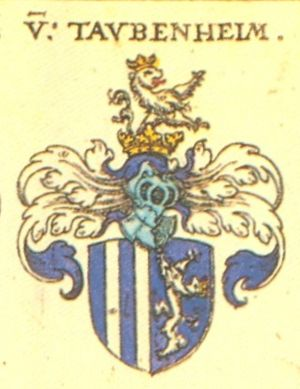
Wappen derer von Taubenheim in Siebmachers Wappenbuch 1605 (spiegelverkehrt)

## Wappen
Das Wappen ist gespalten, rechts in Blau ein auf aufgerichteter silberner bekrönter Löwe mit (doppeltem) Schweif, links von Blau und Silber dreimal gespalten. Auf dem gekrönten Helm mit blau-silbernen Decken der rot gezungte und gold bekrönte silberne Löwe (wachsend).
Es gibt weitere Variationen des Wappens, so ist der Schild gespalten oder schräg geteilt, vorne von Blau (Rot) und Silber dreimal gespalten, hinten auf Blau ein silberner oder goldener (gold oder rot gekrönter) Löwe mit (doppeltem) Schweif. Auf dem Helm der (gold oder rot gekrönte) Löwe wachsend. Die Helmdecken sind Blau und Silber (auch andere Tinkturen möglich).
1540 wurde der Familie (den Gebrüdern Christophen auf Bedra, Rittern, Jacoben, Haubolden, Dietrichen, Haugen und Bernhardten) vom König Ferdinand ein vermehrtes Wappen mit drei goldenen Kronen gegeben. Im Schild ist der Löwe gekrönt und auch der Helm und der Löwe darauf sind gekrönt.

## Bekannte Familienmitglieder
- Christoph von Taubenheim (* 1460; † 5. Februar 1536), sächsischer Amtmann auf Dornburg 1494/97, Amtshauptmann zu Freyburg und Eckartsberga 1499/1536, 1532 Oberster Hauptmann von Thüringen. Sein Epitaph befindet sich in der St. Marienkirche von Freyburg.
- Jakob von Taubenheim († nach 1538), Ritter in Diensten des Landgrafen Philipp von Hessen, der dem Landgrafen als Soldat, Rat und Gesandter diente
- Hans von Taubenheim (1) (vor 1490 – 1541/42). Nach seinem Bakkalaureat an der Universität Leipzig stand er spätestens seit 1511 im Dienst des kursächsischen Hofes. Er erhielt 1513 das Amt des kurfürstlichen Hofkammermeisters und war damit u. a. für die Besoldung der Hofbediensteten zuständig. Ab 1531 war er vorübergehend Amtmann von Leisnig, bevor er im Folgejahr das wichtige Hofamt des Landrentmeisters annahm, das er bis kurz vor seinem Tod 1541/42 innehatte. Zudem war er landesweit als Kirchenvisitator tätig. Als eine der hochgeschätzten Personen am kursächsischen Hof war er auch für seine engen Kontakte zu den Reformatoren bekannt. Zu Martin Luther und seiner Frau Katharina von Bora, deren Verwandter er war, unterhielt er freundschaftliche Beziehungen.[3][4][5][6]
- Hans von Taubenheim (2) (um 1510 – nach 1585). Als Hofrat des Kurfürsten August von Sachsen reiste er z. B. 1555 als Mitglied einer Abordnung nach Weimar, um die elfjährige Vollwaise Anna von Sachsen, die Tochter des verstorbenen Kurfürsten Moritz und dessen Gemahlin Agnes von Hessen, an den Dresdner Hof zu holen.  1568 erwarb er das Lehngut Noschkowitz bei einer Versteigerung: Nachdem aber Benedict Kertzsch, in Folge seiner Teilnahme an einem in Döbeln erregten großen Tumulte, gefänglich eingezogen und nach Dresden abgeführt worden war (1538), scheint das Gut in Sequestration genommen worden zu sein, und seit 1568 findet sich dann als Besitzer Kurfürst Augusts Rat Hans von Taubenheim, der Erbauer des jetzigen Schlosses.[7] 1574 holte er sich die viel jüngere Sophia von Zaschnitz als Gemahlin ins erweiterte und verschönerte Schloss. Bei der Heirat war er etwa vermutlich 65 Jahre und sie 28 Jahre alt. Sie ging damit ihre zweite Ehe ein. Sophia von Taubenheim ist nicht identisch mit der gleichnamigen Äbtissin.[8] 1585 verkaufte er als bejahrter Mann von etwa 77 Jahren notgedrungen sein Rittergut (Lehngut) Noschkowitz: Hat Hans Taubenheim bey seinem Leben sein Ritter=Gut Noßk. vor der Churf. Regierung zu Dreßden seinen Gläubigern in solutum übergeben und abgetreten/ sich mit Verkauffung desselben / von dem Kauffgelde ihrer Gelegenheit und eines ieden habenden Rechten nach bezahlt zu machen […][9] Auf den Kf. Rat Hans von Taubenheim folgte 1585 der gelehrte Jurist und Literat Dr. Johann Lauterbach, dessen Gemahlin am 18. März 1604 hier starb, worauf das gut an Hans Leopold von Sahla gelangte, der es bei seinem Tode 1624 seinem Sohn Hans hinterließ, welcher im April 1660 starb.[10][11][12][13]
- Wilhelm Christoph Vollrath von Taubenheim († 1721), sachsen-weißenfelsischer Geheimer Rat und Hofmarschall
- Johann Adolph von Taubenheim (1690–1762), deutscher Domherr
- Rudolph August Lebrecht von Taubenheim (1734–1814), württembergischer Geheimer Rat und Hofrichter in Stuttgart, Freimaurer[14]
- Scipio Ludwig Karl von Taubenheim (1787–1844), preußischer Generalmajor.
- Wilhelm von Taubenheim (1805–1894), württembergischer Stallmeister, Kammerherr und Theaterleiter